# Журжа Ілько Григорович
Ілько́ Григо́рович Журжа́ (нар. 20 липня 1891, Добровеличківка — пом. 5 травня 1982, Філадельфія) — український військовий та громадський діяч, вільний козак, повстанець, інструктор Ревучанського куреня вільного козацтва, хорунжий Ревучанського запасного куреня Армії УНР, поручник 4-го Зaпорозького полку ім. Богдана Хмельницького, старшина куреня Низових запорожців; сотник Армії УНР. Лицар Хреста Симона Петлюри та Воєнного хреста (1 березня 1963 року).

## Біографія
Народився в сім'ї Григорія Павловича та Секлети, батько мав 8 десятин землі.
В «Описі життя» зазначав:
|  | На восьмім році життя вступив до місцевої двух-класової школи, яку і скінчив в 1905 р. В сьому ж році вступив до Ольгинської сільсько-господарчої школи в с. Мигія; в 1909 році скінчив школу, півроку був при школі на практичній праці і в 1910 р. вступив до Полтавської землемірної школи, яку скінчив в 1914 р. По виході з школи служив в Воронежскій землеустроітельній комісії, а в вересні 1915 р. по мобілізації забрано мене до війська (російського). Три місяці служив козаком в 94 з. б. в Москві, а 1 січня 1916 р. вступив до Олександровської військової школи, яку скінчив 1 травня 1916 р. з підвищенням в хорунжі. До липня 1916 р. служив в 25 з. п., а потім в 4 з. п. В липні 1916 р. відбув на фронт до гвардії 3 стрілецького полку, в складі якого пробув до 1 січня 1918 р. В січні 1918 р. по демобілізації від’їхав додому, де того ж місяця вступив в склад місцевого Вільного козацтва. В серпні 1918 р. вступив до Одеського сільсько-господарчого інститута. В грудні того ж року Добровольчою армією була об'явлена мобілізація старшин, і я, щоб уникнути мобілізації, залишив інститут і поїхав додому, де вступив до Ревучанського запасового куріня Армії У.Н.Р. По відвороті армії я залишився дома і до травня 1920 р. учителював в місцевій Учительській Семинарії, а також брав участь в повстанчих організаціях проти добровольців. В травні 1920 р. прибув до Армії У.Н.Р., в складі якої брав участь в бійках, в кінці 1920 р. був інтернований в Польщі, де і перебуваю до останнього часу. Ілько Журжа. 28 червня 1923 р., Польща. Т. Щипйьорно. |
Значковий 4-го Запорозького полку ім. Богдана Хмельницького.
Навчався в Українській Господарській академії в Подєбрадах.
26 червня 1928 захистив дипломну роботу на тему «Значіння культури кукурудзи для степової України» з оцінкою «дуже добре».
Академія листувалася з батьками І. Журжі, які жили в селі Дрибушівці Добровеличівського району Первомайської округи. Ось що було написано у відповідь його батькові — Григорію Павловичу Журжі:
| “На Ваш лист канцелярія У.Г.А. повідомляє, що Ваш син Ілько Журжа є в доброму здоровлі, весною цього року закінчив Академію з титулом інженера агронома. Зараз він живе в Празі, Болеградська вулиця, ч. 97. Український Архів-Музей, у п. Гончаря. Управитель Канцелярії Укр. Господ. Академії. 15.ХІ.1928”. |
Був членом Товариства українських інженерів у Празі.
Похований на Українському православному цвинтарі Святого Андрія у Бавнд-Бруці 13 травня.